# Service à la russe
Pour les articles homonymes, voir services.

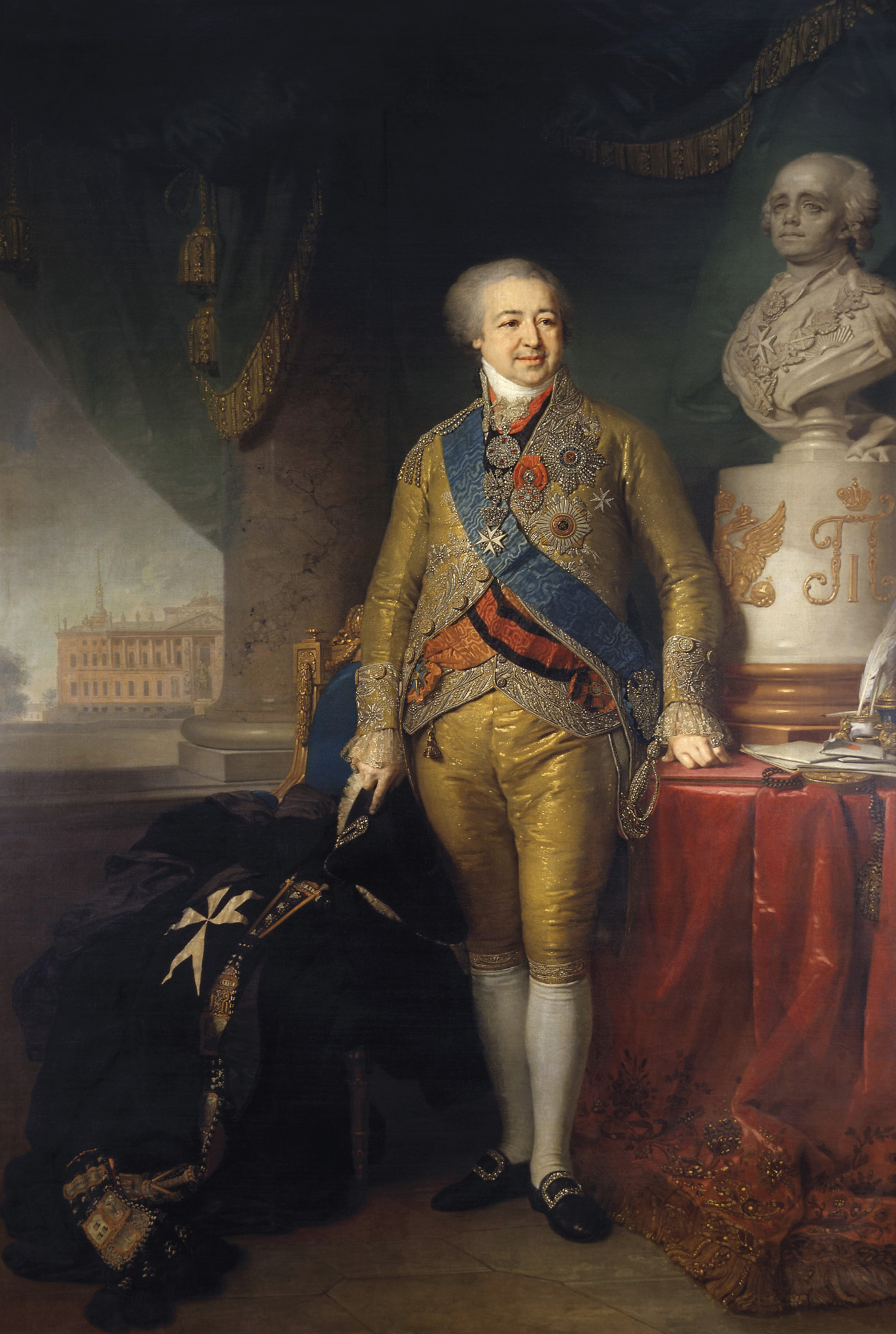
Portrait d'Alexandre B. Kourakine, par Vladimir Borovikovski.

Depuis le Moyen Âge, les dîners de l'aristocratie étaient servis « à la française », avec un summum de luxe au XVIIe siècle. Ce type de service sera remplacé à partir du XIXe siècle par le service dit service à la russe : les hôtes, assis autour d'une table, sont servis à la portion et peuvent manger chaud, ce que le service précédent ne permettait pas d'atteindre réellement.
Cela impose :
- la présentation des plats en séquence,
- la mise en valeur des rôts (pièces rôties), au centre du repas,
- le service à table avec des convives assis, et un service à la place,
- du personnel et des ustensiles dédiés à la place et service à la portion.

Ceci présage la restauration en salle pour tout public (les restaurants et leurs rites convenus) inauguré par un cafetier, Boulanger, dans le premier restaurant qui a été ouvert à Paris vers 1765, imitant les rites nouvellement mis en usage dans l'aristocratie.

## Histoire
Dans le service à la française, pratiqué au XVIIIe siècle, notamment en France, les plats étaient tous présentés en même temps, du plus consistant au plus léger, car c'était la vue qui comptait ; les convives, debout, se servaient comme bon leur semblait. Le service à la russe a été introduit par le prince Alexandre Kourakine, ambassadeur de Russie en France entre 1808 et 1812, et a remplacé le service à la française en France et dans toute la partie occidentale de l'Europe ; c'est le goût qui a prévalu.
Cette succession des plats et la place prédominante du rôti (ou rôt), et surtout le service à la place, imposeront les normes suivantes du service dit « à la russe » :
- un maître d'hôtel, des serveurs et un majordome (théoriquement un par convive),
- des assiettes individuelles et un service de table :
  - la sous-assiette,
  - l'assiette avec la serviette dessus en décoration,
  - le couteau (lame à l'intérieur) et la cuillère, à droite,
  - la fourchette à gauche,
- les mets sont servis à gauche, desservis à la droite,
- le vin est servi à droite, dans des verres différenciés et multiples.

Les majordomes doivent maîtriser au moins trois techniques de service, enseignées dans les écoles hôtelières :
- le « service à l'assiette », qui débarrasse l'assiette vide, prépare et replace le plat suivant, et ressert l'assiette du convive depuis le plat à l'aide d'une pince,
- le « service au guéridon », le plat étant d'abord présenté aux yeux du convive, puis placé sur un guéridon, pour la préparation et la découpe[2],
- le « service à la pince »,

Par synecdoque, le terme entier de « service à la russe » désigne ce dernier service au guéridon et, dans l'esprit populaire, le seul acte de la présentation sur table roulante et la découpe du rôti.